# Mamoru Endō
Mamoru Endō (円堂守 Endō Mamoru?) int. Mark Evans es el personaje principal del videojuego, manga y anime Inazuma Eleven. En la línea temporal principal de Inazuma Eleven, es estudiante de segundo año en el Instituto Raimon (llamado Secundaria Raimon en el doblaje latinoamericano), mientras que en la línea alternativa de Inazuma Eleven: Ares y Inazuma Eleven: Orion no Kokuin es estudiante de tercer año. Es el portero y capitán del equipo de fútbol de Raimon y y ocupó la misma posición en el Instituto Ribera (dentro de la línea alternativa). En el doblaje mexicano del anime Inazuma Eleven, se le llamó Satoru Endō, mientras que en el doblaje colombiano de Inazuma Eleven: Ares se utilizó el nombre Mark Evans, el cual también se usa en España y de forma internacional. En Japón se conserva el nombre original Mamoru Endō.

## Apariencia
Mark (Mamoru) tiene el cabello castaño y corto, peinado con puntas hacia los lados y un característico mechón que cae sobre su frente. Sus ojos son grandes, redondos y de color marrón. Tiene la piel ligeramente bronceada y una barbilla redondeada. Siempre lleva una bandana naranja, la cual considera su distintivo personal.
Por lo general, se le ve vestido con alguno de los uniformes de su instituto, ya sea el uniforme escolar, el conjunto deportivo o el uniforme de portero.
En su versión adulta, su cabello es ligeramente más largo y con más puntas. Sus marcas faciales se hacen menos notorias, su piel luce más bronceada y su peinado cambia: los dos mechones que solían sobresalir se convierten en seis, y la parte trasera del cabello también presenta una forma distinta. Como adulto, suele vestir una camiseta naranja con cuello blanco, una chaqueta blanca con detalles marrones y franjas naranjas en las mangas, además de jeans azul oscuro. Mantiene siempre el cuello de la chaqueta levantado.
En la línea temporal alternativa de Inazuma Eleven Ares, su piel es más clara y su barbilla luce más afilada en comparación con su versión original.

## Personalidad
Mark (Mamoru) es un joven enérgico y optimista, conocido por su amor incondicional por el fútbol y su actitud perseverante. Se le describe como alguien que nunca se rinde y que piensa en los demás antes que en sí mismo, lo que le otorga un carisma natural que atrae tanto a aliados como a rivales. Es admirador de su abuelo David Evans (Daisuke Endō), cuyas libretas de técnicas estudia con dedicación. Su entusiasmo le ha valido el apodo de fanático del fútbol, e incluso el entrenador Seymour Hillman (Hibiki Seigō) ha afirmado que “el mejor elogio para él sería: el mayor fanático del fútbol del mundo”.
Gracias a su energía positiva, fue capaz de reunir nuevos integrantes para el Instituto Raimon y para Inazuma Japón. Sus compañeros confían en su fortaleza mental y liderazgo, incluso si a veces actúa de manera despreocupada. Como capitán, se muestra responsable, receptivo a las críticas y comprometido con el desarrollo personal de cada miembro del equipo. Aunque suele mantener una actitud despreocupada, posee una aguda inteligencia emocional y es capaz de detectar cuándo alguien está preocupado o incómodo.
En ocasiones muestra exceso de confianza, como cuando afirma que la técnica Seigi no Tekken (Puño de la Justicia en Latinoamérica y Super Puño Invencible en España) bastará para detener al equipo Génesis, aunque queda sorprendido al ver cómo Gungnir (Lanza de Odín), la técnica de Dvalin (Desarm, Saginuma Osamu), la supera con facilidad.
Diferencias en el manga
En el manga, Mark presenta un temperamento más impulsivo, una voz más fuerte y una personalidad más emocional. Se muestra más expresivo que en el anime y los videojuegos, como se evidencia cuando se entera de que Ray Dark (Kageyama Reiji) fue responsable de la "muerte" de su abuelo, reaccionando con gran tristeza. A pesar de ello, intenta ocultar sus emociones para no afectar al ánimo de sus compañeros.
En Inazuma Eleven GO
Diez años después, Mark aparece como un adulto más calmado y maduro, aunque mantiene su pasión por el fútbol. Como entrenador del nuevo Raimon, muestra una actitud seria durante los partidos, pero cercana y comprensiva con sus jugadores. Su estilo motivador es clave para que el equipo supere adversidades, como cuando alienta a Shinsuke Nishizono (Jean-Pierre Lapin o JP) a utilizar la técnica Buttobi Jump (Salto Incandescente). Contrario a la figura más estricta de Jude Sharp (Yūto Kidō) como técnico, Mark destaca por su trato amable y por brindar apoyo emocional continuo a sus jugadores.
También se observa un mayor desarrollo en su vida personal: se casa con Nelly (Natsumi Raimon), lo que refuerza su carácter más reflexivo y sereno.
En Inazuma Eleven Reloaded
Tras una derrota por 0-13, Mark reacciona riendo y elogiando la calidad del equipo contrario, lo que reafirma su espíritu positivo y su amor por el juego, más allá del resultado.

## Historia
Mark Evans es un portero con mucho talento y el nieto de uno de los porteros más fuertes de Japón y del mundo se podría decir, el cual se dice que ha "muerto" antes de su nacimiento. A lo largo de la primera temporada, la pasión de Endou por el fútbol ha despertado la ambición de los sueños de sus compañeros de ganar el torneo de Fútbol Frontera.
A pesar de que sus habilidades son increíbles, su escuela carece de un club de fútbol real, y los otros 6 miembros no parecen muy interesados incluso en los entrenamientos. Se le había dicho de que debían completar al menos los 11 jugadores para poder enfrentar al Instituto Imperial o si no el club sería cerrado. En caso de perder, el club igualmente sería cerrado.
Después de lograr juntar los 4 jugadores, pudieron enfrentarse al Instituto Imperial, los que colocaron como condición de victoria para Raimon el poderles anotarles solo un gol. Luego de ir abajo por 20 goles y con Endou lesionado, aparece un misterioso delantero, Shuuya Gouenji, el cual se había mudado hace poco a la ciudad de inazuma. Gracias a su gran habilidad en el fútbol, Raimon consigue anotar el gol que necesitan para ganar y que el club siguiera en pie.

## Técnicas Especiales

### Técnicas Individuales
Estas técnicas han evolucionado durante la serie, siguiendo distintas notaciones, incrementando así su poder.
| Nombre                               | Nombre                | Nombre              | Evolución      |
| ------------------------------------ | --------------------- | ------------------- | -------------- |
| God Hand (ゴッドハンド)              | Mano Celestial        | Mano Fantasma       | Normal         |
| Nekketsu Punch (熱血 パンチ)         | Despeje de Fuego      | Puño de Fuego       | Normal, +1, +2 |
| Bakunetsu Punch (爆裂 パンチ)        | Despeje Explosivo     | Puño Explosivo      | Normal, +1, +2 |
| Majin The Hand (マジン･ザ･ハンド)    | Mano Mágica           | Mano Demoníaca      | Normal, +1, +2 |
| Seigi no Tekken (正義 の 鉄拳)       | Superpuño Invencible  | Puño de la Justicia | G2, G3, G4, G5 |
| Megaton Head (メガトンヘッド)        | Cabezazo Megatón      | Golpe Megatón       | G2, G3         |
| Ikari no Tetsui (いかり の てつい)   | Puño de Furia         | Martillo de Ira     | Normal, N2, N3 |
| Ijigen The Hand (イジゲン･ザ･ハンド) | Mano Ultradimensional | Mano Dimensional    | Normal, +1, +2 |
| God Catch (ゴッドキャッチ)           | Parada Celestial      | Captura Celestial   | G2, G3, G4, G5 |
| Omega The Hand (オメガ･ザ･ハンド)    | Mano Omega            | Mano Omega          | G2, G3, G4, G5 |

## Etimología y localización
El nombre original del personaje, Mamoru (守 en kanji, まもる en hiragana), significa "proteger", mientras que su apellido japonés Endō (円堂) juega con la palabra inglesa ''End'' (fin), formando juntos un juego de palabras que refleja su posición como portero: "proteger hasta el fin". En el doblaje mexicano de Inazuma Eleven (Super Once), el nombre fue adaptado como Satoru Endō, debido a que “Mamoru” tiene similitud con una jerga en México, por lo que se optó por un cambio que evitara malentendidos culturales. En el doblaje colombiano de Inazuma Eleven: Ares, se utilizó el nombre internacional Mark Evans, el mismo que se usa en España. En la versión japonesa original, es interpretado por la actriz de voz Junko Takeuchi.